# Ron Curry (cestista 1970)
Ronald Jay Curry, detto Ron (Bloomington, 7 febbraio 1970 – 3 ottobre 2018), è stato un cestista statunitense, professionista in Europa.